# 2021年蒙古高原沙尘暴
2021年3月以來，蒙古國、中国北方地區和長江中下游地區、朝鮮半島出现扬沙或浮尘，部分地区出现了沙尘暴。沙尘天气起源于蒙古国南部东戈壁荒漠草原区的草场退化带向东南发展。2021年3月出現了多次大範圍強沙塵天氣，分別於3月14日、3月19日、3月27日、4月14日、5月6日起沙。3月14日-16日的沙尘天气过程强度为中華人民共和國近10年来最强，沙尘天气影响面积超过380万平方公里。
据人民网转载的北京青年报的报道的统计与分析，自2021年3月以来，中华人民共和国北方共出现7次沙尘天气过程，接近于2011-2020年同期平均（7.1次），但相较2000-2020年同期平均（9.4次）偏少。全轮过程中，有强沙尘暴过程2次（3月13日至18日、3月27日至4月1日）、沙尘暴过程2次（4月14日至16日、5月6日至8日）。达沙尘暴及以上级别的过程数为2013年以来同期最多，而北方沙尘日数则为2007年以来同期最多。

## 原因

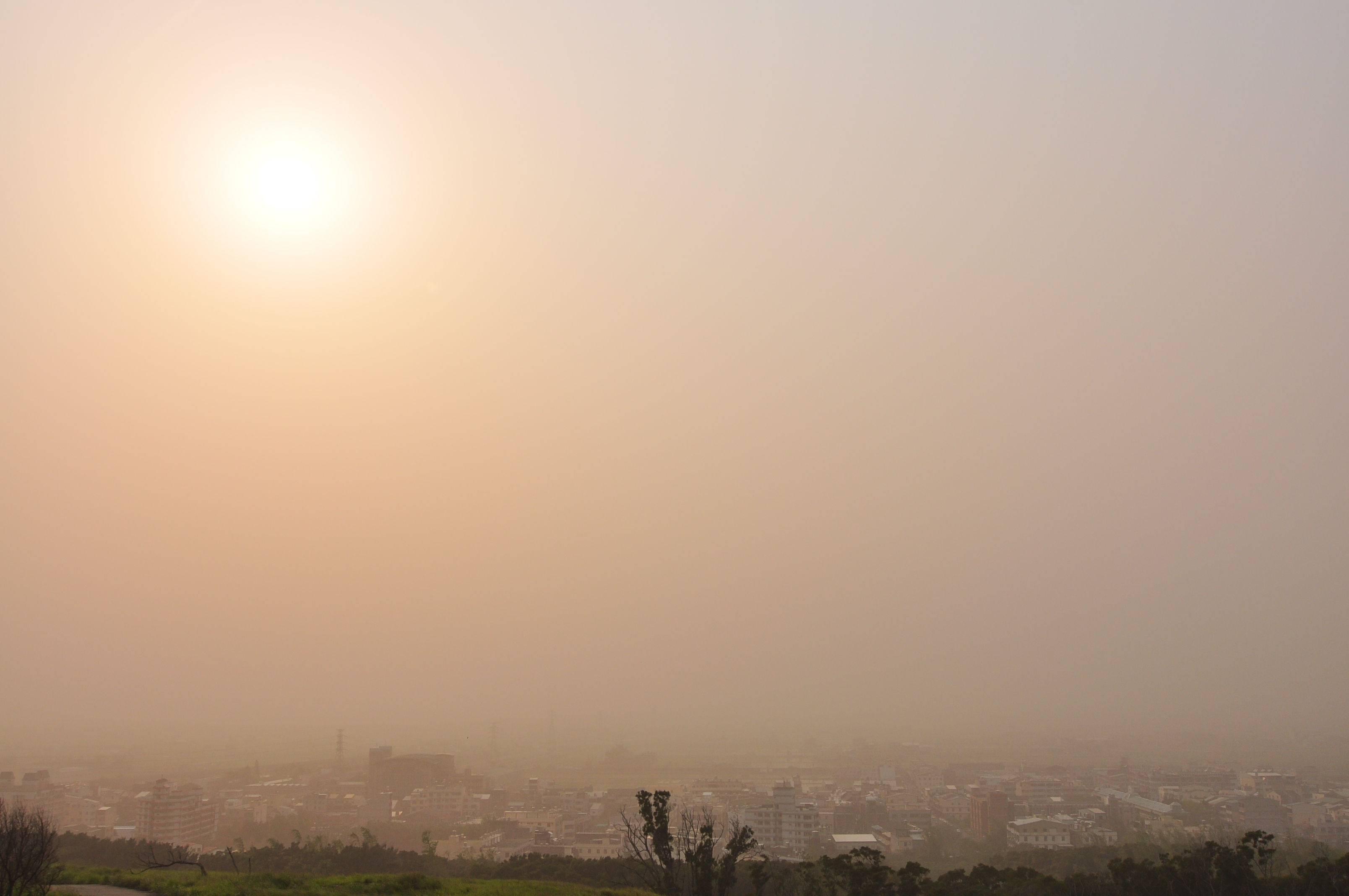
歷史上的蒙古高原沙尘暴能吹至台灣島，攝於2010年

蒙古高原沙尘暴是東亞常見氣候現像，沙漠与退化的草场是常见沙源。东戈壁荒漠草原区草原退化是本次沙尘暴加剧因素之一。
2021年3月份以来，蒙古国温度高，降水稀少，地表条件易于沙尘天气发生。受蒙古气旋影响，从新疆北部、甘肃中西部、内蒙古大部、华北北部都出现了6至8级阵风天气，为沙尘在中国的传播提供了必要的条件。

## 灾害

### 蒙古高原
受14日起的强沙尘暴和暴风雪天气，截至当地时间15日17时蒙古国牧民目前已有10人死亡，另有11名牧民和数千头牲畜仍然失踪，另外66名失踪牧民已找到。58座蒙古包和121处房屋、栅栏被摧毁，蒙古國东部地区部分输电线路损坏，當地断电。
内蒙古自治区包头市、满洲里市幼儿园、中小学停课。满洲里市公交车停驶。
此次沙尘暴为内蒙古10年以来最大。

### 其余地区
截至当地时间3月16日上午，中華人民共和國境內超过380万平方公里的土地受到沙塵天氣影響，範圍涵蓋内蒙古、新疆、河南、河北、山东、山西、北京、陕西、宁夏、甘肃、黑龙江、辽宁、吉林、青海、安徽、湖北、江苏等省區。韓國西部亦受到此次沙塵暴影響。
此次沙尘暴为宁夏19年以来最大。

## 影響與应对

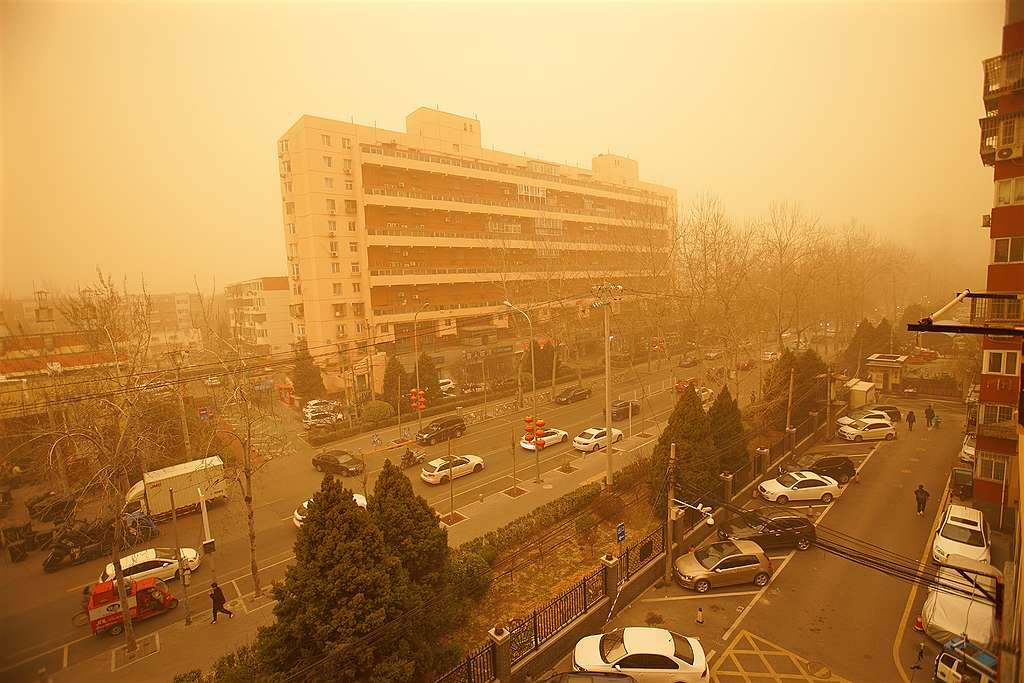
2021年3月北京沙尘暴期间

### 蒙古国
3月14日，蒙古國多个省份进入自然灾害状态。

### 中华人民共和国
3月15日6时，中国中央气象台发布沙尘暴黄色预警：预计3月15日8时至16日8时，北方12省市有扬沙或浮尘天气，部分地区有沙尘暴，局部有强沙尘暴。
3月16日6时，中国中央气象台继续发布沙尘暴蓝色预警：受冷空气大风影响，预计3月16日08时至17日08时，新疆南疆盆地和东部、内蒙古西部、青海北部、甘肃、宁夏、陕西中北部、山西、河北中南部、北京中南部、山东、河南、安徽中北部、江苏中北部、湖北北部等地的部分地区有扬沙或浮尘天气，其中，新疆南疆盆地等地的部分地区有沙尘暴。
3月17日6时，中国中央气象台发布沙尘暴蓝色预警，预计3月17日08时至18日08时，新疆南疆盆地和东部、内蒙古西部、青海东北部、甘肃、宁夏、陕西中北部、山西、河北中南部、山东西部、河南中西部、湖北中西部等地的部分地区有扬沙或浮尘天气，新疆南疆盆地局地有沙尘暴。

#### 内蒙古
3月15日凌晨，内蒙古自治区气象台发布沙尘暴橙色预警。阿拉善、巴彦淖尔、乌海、鄂尔多斯、包头、呼和浩特、锡林郭勒西部地区都出现能见度不足500米的强沙尘暴，部分地区能见度不足200米。呼和浩特、包头、阿拉善等多地调整学校课程安排，启动停课机制或暂停户外活动。一些重点路段和重点区域还进行雾炮车洒水降尘，改善因沙尘天气带来的环境污染。

#### 宁夏
宁夏回族自治区发布橙色预警，中小学停止室外活动。

#### 甘肃
因强沙尘暴天气，敦煌莫高窟宣布临时关闭，甘肃省内小学短暂停课，部分航班、长途客车取消，高速限速、部分区段封闭。

#### 河北
3月15日早上，河北省发布了沙尘暴黄色预警信号。张家口、承德等地发生沙尘暴天气。3月16日傍晚，沙尘暴预警解除。

#### 山西
3月14日17时45分，山西省气象厅发布大风蓝色预警。
3月15日13时20分，山西省气象厅变更发布沙尘暴黄色预警，预警区域：忻州、吕梁、太原、晋中平川、阳泉北部。山西多地AQI指数超过450达到严重污染级别，能见度小于1000米，部分地区能见度仅400米。
受此次沙尘天气影响，太原武宿国际机场出港航班延误8架次，备降外站6架次，取消52架次。太原市城市管理局加大湿扫力度，根据实际情况，综合采取洒水、冲洗、喷雾等作业。

#### 北京
3月14日17时，北京市气象台发布大风蓝色信号和沙尘蓝色预警信号。
3月15日7时25分，北京市气象台发布沙尘暴黄色预警信号，中午，北京大部分地区能见度小于1000米，一些区域PM10达到每立方米8千微克。北京市建议请各区教委、直属学校、中等职业学校及校外教育机构暂停户外活动并做好健康防护。
3月16日6时50分，北京市气象台解除沙尘暴黄色预警信号。
3月28日，北京市空氣質量指數（AQI）全天再次突破500。

#### 天津
3月14日15时56分，天津市气象台发布陆地大风黄色预警信号：预计15日白天天津地区将有偏北风6-7级，阵风可达9级，并伴有扬沙。

#### 河南
3月15日上午11时，河南省气象台发布大风蓝色预警：西部、北中部伴有扬沙、浮尘。郑州市气象局的气象专家称，虽然会出现浮尘、扬沙天气，但郑州并不会出现沙尘暴。鄭州市3月16日和3月29日的全天空氣質量指數（AQI)均突破500。

#### 山东
3月15日，沙尘开始自北向南对山东省部分地区造成影响，使得山东许多城市的空气质量都受到了严重的污染。中国山东网称山东自北向南逐步出现PM10的重度及以上污染。
3月16日，随着冷空气继续向南推进，沙尘对山东影响逐步减弱。

#### 江蘇
3月29日-30日，受南下沙塵和海上回流沙塵的雙重影響，江蘇多地空氣質量指數（AQI）突破500。其中鹽城市在3月30日早上6時PM10達到1011μg/m³。

#### 上海
受海上沙塵回流影響，3月30日上午11時上海市空氣質量指數（AQI）突破500。

#### 浙江
受海上沙塵回流影響，3月30日浙江中北部地區空氣質量指數（AQI）一度達到嚴重污染級別。其中舟山市3月30日21時的PM10濃度一度達到539μg/m³。

### 朝鲜民主主义人民共和国
俄驻朝大使馆表示，朝鲜因首都平壤预计遭遇沙尘暴侵袭，禁止驻朝外交人员3月16日入城。

### 大韩民国
3月29日，受西北風輸送沙塵影響，韓國大部分地區的空氣污染指數達到最高級別。全羅北道的PM10濃度一度高達1985μg/m³，最南部的濟州的PM10也一度達到1088μg/m³。

## 異説與相關争议

### 「防护林开口子」说
中国北方城市过去为吹散雾霾，打开了防护林。面对此次的蒙古高原沙尘暴，一些人质疑与防护林开口子有关。中国气象局环境气象中心主任张碧辉回应称：“防护林主要是近地面的地表植被的变化，对整个风场的影响范围非常有限，相对非常强的天气过程来说，其影响程度也非常低，大范围来说基本可忽略。”

### 「发源内蒙」说
3月15日，大韓民國氣象廳表示此次蒙古高原沙尘暴起源于内蒙古地区及戈壁沙漠。次日，中华人民共和国外交部发言人赵立坚主持记者会时表示：“...这是一个老话题，环境和空气污染问题没有国界，对其起源等作出结论需要以科学检测和综合分析为前提。根据中国监测机构分析，此次沙尘天气源自中国境外，中国只是途经站。”同时称：“我注意到蒙古国官方目前就沙尘暴危害发布了相关消息，中国舆论没有因为蒙古国可能是上一站而加以指责。各方都应该以科学和建设性的态度看待相关问题，正面引导舆论，避免不必要的炒作和扣帽子。”

### NASA公布的风图

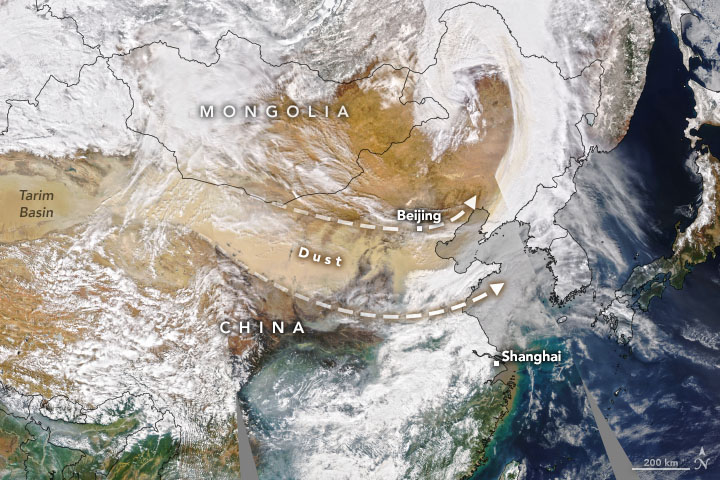
NASA沙塵流向圖

美国国家航空航天局（NASA）当日发布的沙尘流向图，将与西北风垂直的云团方向标记为沙尘暴发展方向，将中国西北标为沙尘起源地并称沙尘“似乎起源于中国西北的塔克拉玛干沙漠”（appears to originate from the Taklamakan Desert in northwest China）。中国气象局则认为本次起源于蒙古国东南部荒漠草原区，且当日沙尘在额济纳旗、酒泉一带的流向与NASA所标正好相反，为自东南向西北，塔克拉玛干沙漠的气流根本无法到达华北平原。